# Mistrzostwa Europy w Biathlonie 1994
Mistrzostwa Europy w Biathlonie 1994 odbyły się w fińskiej miejscowości Kontiolahti w dniach 17–20 marca 1994 roku. Były to pierwsze mistrzostwa Europy. Rozegrane zostały 3 konkurencje: bieg indywidualny, bieg sprinterski i bieg sztafetowy. Wszystkie konkurencje zostały rozegrane dla mężczyzn i kobiet seniorów oraz juniorów. W sumie odbyło się 12 biegów. Pierwszy w historii medal dla Polski i to od razu złoty zdobyła Halina Pitoń.

## Wyniki kobiet

### Bieg indywidualny – 15 km[1]
- Data:

| Medal | Zawodnik         | Narodowość |
| ----- | ---------------- | ---------- |
|       | Halina Pitoń     | Polska     |
|       | Martina Jasiková | Słowacja   |
|       | Irina Mileszyna  | Rosja      |

### Bieg sztafetowy – 3  7,5 km[2]
- Data:

| Medal | Drużyna                                                          |
| ----- | ---------------------------------------------------------------- |
|       | Rosja Łarisa Nowosielska · Jelena Dumnowa · Irina Mileszyna      |
|       | Słowacja Martina Jašicová · Anna Murínová · Soňa Mihoková        |
|       | Ukraina Wałentyna Cerbe-Nesina · Ołena Petrowa · Ołena Zubryłowa |

### Bieg sprinterski – 7,5 km[3]
- Data:

| Medal | Zawodnik        | Narodowość |
| ----- | --------------- | ---------- |
|       | Irina Mileszyna | Rosja      |
|       | Jiřina Pelcová  | Czechy     |
|       | Kathi Schwaab   | Niemcy     |

## Wyniki kobiet (juniorki)

### Bieg indywidualny – 10 km
- Data:

| Medal | Zawodnik      | Narodowość |
| ----- | ------------- | ---------- |
|       | Andrea Henkel | Niemcy     |
|       |               |            |
|       |               |            |

### Bieg sztafetowy – 3 × 7,5 km
- Data:

| Medal | Drużyna     |
| ----- | ----------- |
|       | Finlandia · |
|       |             |
|       |             |

### Bieg sprinterski – 7,5 km[4]
- Data:

| Medal | Zawodnik             | Narodowość | Czas    | Strata  |
| ----- | -------------------- | ---------- | ------- | ------- |
|       | Anna Stera           | Polska     | 27:31,8 |         |
|       | Liv Grete Skjelbreid | Norwegia   | 27:32,4 | +0,6    |
|       | Eli Merete Melheim   | Norwegia   | 27:59,3 | +27,5   |
| ...   | ...                  | ...        | ...     | ...     |
| 25.   | Beata Zielonka       | Polska     | 31:02,7 | +3:03,4 |
| 31.   | Izabela Daniło       | Polska     | 31:54,1 | +3:54,8 |
| 34.   | Sylwia Szelest       | Polska     | 32:38,0 | +5:06,2 |

## Wyniki mężczyzn

### Bieg indywidualny – 20 km[5]
- Data:

| Medal | Zawodnik              | Narodowość |
| ----- | --------------------- | ---------- |
|       | Tor Espen Kristiansen | Norwegia   |
|       | Bertrand Muffat-Joly  | Francja    |
|       | Ville Räikkönen       | Finlandia  |

### Bieg sztafetowy – 4 × 7,5 km[6]
- Data:

| Medal | Drużyna                                                                                 |
| ----- | --------------------------------------------------------------------------------------- |
|       | Rosja Pawieł Muslimow · Pawieł Wawiłow · Nikołaj Kłykow · Eduard Riabow                 |
|       | Polska Jan Ziemianin · Wiesław Ziemianin · Jan Wojtas · Tomasz Sikora                   |
|       | Białoruś Igor Chochriakow · Dzmitryj Kriwiel · Giennadij Karpinkin · Jewgienij Ried´kin |

### Bieg sprinterski – 10 km[7]
- Data:

| Medal | Zawodnik          | Narodowość |
| ----- | ----------------- | ---------- |
|       | Hogler Schönthier | Niemcy     |
|       | René Cattarinussi | Włochy     |
|       | Vesa Hietalahti   | Finlandia  |

## Wyniki mężczyzn (juniorzy)

### Bieg indywidualny – 15 km
- Data:

| Medal | Zawodnik              | Narodowość |
| ----- | --------------------- | ---------- |
|       | Gunnar Bretschneisder | Niemcy     |
|       |                       |            |
|       |                       |            |

### Bieg sztafetowy – 4 × 7,5 km
- Data:

| Medal | Drużyna    |
| ----- | ---------- |
|       | Białoruś · |
|       |            |
|       |            |

### Bieg sprinterski – 10 km
- Data:

| Medal | Zawodnik       | Narodowość |
| ----- | -------------- | ---------- |
|       | Jan Wüstenfeld | Niemcy     |
|       |                |            |
|       |                |            |

## Tabela medalowa
| Miejsce | Państwo |  |  |  | Razem |
| ------- | ------- |  |  |  | ----- |
| 1.      |         |  |  |  |       |
| 2.      |         |  |  |  |       |
| 3.      |         |  |  |  |       |
| 4.      |         |  |  |  |       |
| 5.      |         |  |  |  |       |
| 6.      |         |  |  |  |       |
| 7.      |         |  |  |  |       |
| 8.      |         |  |  |  |       |
| 9.      |         |  |  |  |       |
| 10.     |         |  |  |  |       |